# Lliura de Jersey
La lliura de Jersey (en anglès Jersey pound o, simplement, pound; en francès Livre de Jersey o, simplement, livre; en normand de Jersey louis d'Jèrri o, simplement, louis) és la unitat monetària de l'illa de Jersey. És emesa pel govern autònom insular, anomenat els Estats de Jersey (States of Jersey / États de Jersey / Êtats d'Jèrri). Malgrat tot, la lliura de Jersey no és, legalment parlant, una unitat monetària independent, sinó que de fet es tracta d'una emissió especial de lliures esterlines per a l'illa.
Com que no es tracta, doncs, d'una moneda independent, no té un codi ISO 4217 específic. Per tant, comparteix el codi estàndard internacional de les monedes britàniques, GBP, si bé s'acostuma a utilitzar també el codi no oficial JEP. L'abreviació més habitual de la lliura de Jersey és £. Se subdivideix en 100 penics.

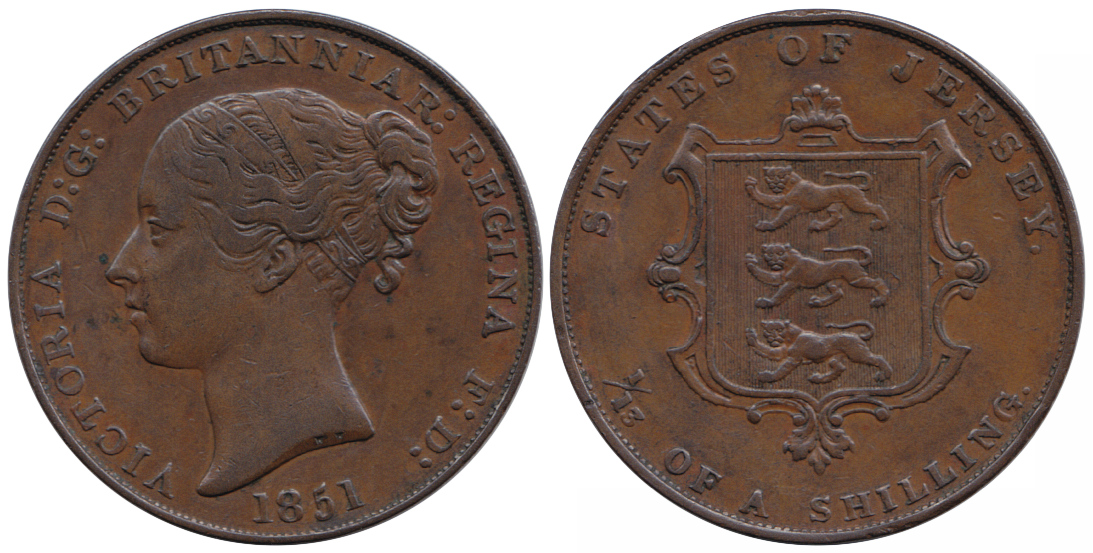
Antiga moneda fraccionària de Jersey: un 1/13 de xíling del 1851 amb l'efígie de Victòria. Coure.

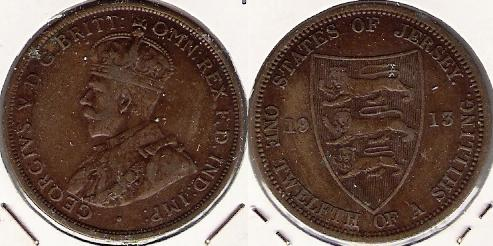
Antiga moneda fraccionària de Jersey: un dotzè de xíling del 1913 amb l'efígie de Jordi V

La lliura esterlina va substituir la lliura tornesa com a unitat monetària oficial de Jersey el 1834, quan va passar del sistema monetari francès al britànic, a raó d'1 lliura tornesa i 4 sous per xíling (la vintena part d'una lliura esterlina). S'emeten monedes pròpies per a Jersey des del 1841, i bitllets des del 1963 (excepte una primera sèrie emesa durant l'ocupació alemanya durant la Segona Guerra Mundial). El 1971 se'n va dur a terme la decimalització, en paral·lel a la de la lliura esterlina (GBP).
La lliura de Jersey té el mateix valor que la lliura esterlina i hi és intercanviable a l'illa, tot i que no passa al revés, ja que la moneda de Jersey no s'accepta a la Gran Bretanya. A Jersey hi circulen, a part de les lliures pròpies i de les esterlines, també les de Guernsey.

## Monedes i bitllets
En circulen monedes d'1, 2, 5, 10, 20 i 50 penics i d'1 i 2 lliures, i bitllets d'1, 5, 10, 20 i 50 lliures. Com es pot comprovar, alguns valors es troben alhora representats en monedes i en bitllets.
L'anvers tant de les monedes com dels bitllets porta l'efígie de la reina Elisabet, mentre que el revers mostra paisatges i elements tradicionals de l'illa de Jersey.

## Taxes de canvi
- 1 EUR = 0,87 GBP; 1 GBP = 1,15 EUR (5 de novembre de 2023)
- 1 EUR = 0,68514 GBP; 1 GBP = 1,45956 EUR (2 de juny del 2006)
- 1 USD = 0,81 GBP; 1 GBP = 1,24 USD (5 de novembre de 2023)
- 1 USD = 0,53588 GBP; 1 GBP = 1,86608 USD (2 de juny del 2006)